# Liste des Playmates des années 2020
La Playmate of the Month, ou Miss, est une femme désignée chaque mois par le magazine Playboy. Elle apparaît sur le dépliant central du magazine, appelé centerfold.
La Playmate of the Year est quant à elle désignée chaque année parmi les 12 Playmates of the Month de l'année précédente.
Dans cette liste, le drapeau indique le pays de naissance de la playmate, non sa nationalité. 

## Parannéeet parmois

### 2020
Playmate of the Year : 
- Miss January : Riley Ticotin
- Miss February : Chasity Samone
- Miss March : Anita Pathammavong
- Miss April : Marsha Elle
- Miss May : Savannah Smith
- Miss June : Alicia Loraina Olivas

L'édition de printemps 2020 est la dernière du magazine Playboy sur papier, après 66 ans de diffusion.
- Miss July : Priscilla Huggins
- Miss August : Ali Chanel